# Điểm Vecten

Vecten points

Trong hình học, đặc biệt là với các tam giác, điểm Vecten (tiếng Anh: Vecten points) là hai điểm đặc biệt với tam giác bất kì.  

## Điểm Vecten ngoài
cho ABC là một tam giác, dựng trên các cạnh tam giác BC, CA, AB ra phía ngoài ba hình vuông với tâm của chúng lần lượt là {\displaystyle O_{a},O_{b},O_{c}}, thì các đường thẳng {\displaystyle AO_{a},BO_{b}} và {\displaystyle CO_{c}} đồng quy. Điểm đồng quy này được gọi là điểm Vecten ngoài của tam giác ABC.
Trong từ điển từ điển bách khoa toàn thư về trung tâm tam giác điểm Vecten ngoài được ký hiệu là X(485).

## Điểm Vecten trong
cho ABC là một tam giác, dựng trên các cạnh tam giác BC, CA, AB vào phía trong ba hình vuông với tâm của chúng lần lượt là {\displaystyle I_{a},I_{b},I_{c}}, thì các đường thẳng {\displaystyle AI_{a},BI_{b}} và {\displaystyle CI_{c}} đồng quy. Điểm đồng quy này được gọi là điểm Vecten trong của tam giác ABC.
Trong bách khoa toàn thư về các tâm của tam giác, điểm Vecten trong được ký hiệu là X(486).

## Tính chất
- Hai điểm Vecten và tâm của đường tròn Euler thẳng hàng.
- Hai điểm Vecten nằm trên hyperbol Kiepert